# Hindaza
Hindaza (àrab: هندازة, Hindāza) és una vila de la governació de Betlem, al centre de Cisjordània, situada 6 kilòmetres a l'est de Betlem. Segons l'Oficina Central d'Estadístiques de Palestina (PCBS), tenia 6.040 habitants en 2016. L'assistència sanitària primària s'obté a Za'atara on el Ministeri de Salut ha classificat les instal·lacions assistencials com a nivell 3.